# Seleção Belga de Futebol em 2014 (masculina)
A Seleção Belga de Futebol em 2014 participou de cinco amistosos, cinco partidas da Copa do Mundo de 2014 e disputará mais quatro válidos pela Eliminatórias UEFA Euro 2016.
Após ficar sem disputar as Copas de 2006 e a de 2010, a seleção retornou ao torneio após ótima campanha nas eliminatórias europeias, onde foi líder absoluto de seu grupo, vencendo 8 jogos e empatou dois dos 10 que disputou. Encerrou o torneio eliminada das quartas-de-final, sendo eliminada pela Argentina e ficando com o 6º lugar na competição.

## Jogos

### Amistosos
| 5 de março    | Bélgica                      | 2 – 2 | Costa do Marfim         | Bruxelas, Bélgica |
| 16:00 (UTC−3) | Fellaini 17' · Naiggolan 51' |       | Drogba 74' · Gradel 90' |                   |

| 26 de maio | Bélgica                                          | 5 – 1 | Luxemburgo  | Crystal Arena - Genk, Bélgica |
|            | Lukaku 2', 22', 53' · Chadli 71' · De Bruyne 90' |       | Joachim 12' |                               |

| 1 de junho | Suécia | 0 – 2 | Bélgica                 | Estádio Amizade, Solina |
|            |        |       | Lukaku 34' · Hazard 77' |                         |

| 6 de junho | Bélgica     | 1 – 0 | Tunísia | Bruxelas, Bélgica |
|            | Mertens 34' |       |         |                   |

| 4 de setembro | Bélgica | - | Austrália | Liège, Bélgica |
|               |         |   |           |                |

### Copa do Mundo
Esses são os jogos da Copa do Mundo de 2014:

#### Fase grupos (grupo H)
| Pos | Equipe        | Pts | J | V | E | D | GP | GC | SG | Classificado      |
| --- | ------------- | --- | - | - | - | - | -- | -- | -- | ----------------- |
| 1   | Bélgica       | 9   | 3 | 3 | 0 | 0 | 4  | 1  | +3 | Fase eliminatória |
| 2   | Argélia       | 4   | 3 | 1 | 1 | 1 | 6  | 5  | +1 | Fase eliminatória |
| 3   | Rússia        | 2   | 3 | 0 | 2 | 1 | 2  | 3  | −1 | Eliminado         |
| 4   | Coreia do Sul | 1   | 3 | 0 | 1 | 2 | 3  | 6  | −3 | Eliminado         |

| 17 de junho   | Bélgica                    | 2 – 1     | Argélia             | Estádio Mineirão, Belo Horizonte             |
| 13:00 (UTC−3) | Fellaini 70' · Mertens 80' | Relatório | Feghouli 25' (pen.) | Público: 56 800 Árbitro: MEX Marco Rodríguez |

| Bélgica | Argélia |  |

| 22 de junho   | Bélgica   | 1 − 0     | Rússia | Estádio do Maracanã, Rio de Janeiro      |
| 13:00 (UTC−3) | Origi 88' | Relatório |        | Público: 73 819 Árbitro: GER Felix Brych |

| Bélgica | Rússia |  |

| 26 de junho   | Coreia do Sul | 0 − 1     | Bélgica        | Arena de São Paulo, São Paulo                  |
| 17:00 (UTC−3) |               | Relatório | Vertonghen 78' | Público: 61 397 Árbitro: AUS Benjamin Williams |

| Coreia do Sul | Bélgica |

Oitavas de Final
| 1 de julho    | Bélgica                     | 2 – 1 (pro) | Estados Unidos | Arena Fonte Nova, Salvador                   |
| 17:00 (UTC−3) | De Bruyne 93' · Lukaku 105' | Relatório   | Green 107'     | Público: 51 227 Árbitro: ALG Djamel Haimoudi |

Quartas de Final
| 5 de julho    | Argentina  | 1 – 0     | Bélgica | Estádio Nacional, Brasília                  |
| 13:00 (UTC−3) | Higuaín 8' | Relatório |         | Público: 68 551 Árbitro: ITA Nicola Rizzoli |

### Eliminatórias UEFA Euro 2016
| 4 de setembro | Israel | – | Bélgica |  |
|               |        |   |         |  |

| 10 de outubro | Bélgica | – | Andorra |  |
|               |         |   |         |  |

| 13 de outubro | Bósnia e Herzegovina | – | Bélgica |  |
|               |                      |   |         |  |

| 16 de novembro | Bélgica | – | País de Gales |  |
|                |         |   |               |  |